# Аксіома приєднання
Аксіома приєднання— аксіома в теорії множин. Введена Паулем Бернайсом в 1929.
Стверджує, що для двох множин x, y існує множина w = x ∪ {y} утворена "приєднанням" множини y елементом до множини x.
{\displaystyle \forall x\,\forall y\,\exists w\,\forall z\,[z\in w\leftrightarrow (z\in x\lor z=y)].}
Це слабка аксіома, що використовується в деяких слабких системах, як загальна теорія множин (GST).
Операція приєднання також використовується як одна з операцій примітивної рекурсії над множинами.
Тарський і Шмелев показали, що арифметика Робінсона може інтерпретуватись в слабкій теорії множин з аксіомами:
- аксіома об'ємності
- аксіома порожньої множини
- аксіома приєднання.

Хоча, насправді, аксіома об'ємності не є потрібною.